# Jacques Lefranc
Pour les articles homonymes, voir Lefranc.
Jacques Lefranc, né le 4 novembre 1750 à Mont-de-Marsan et mort le 5 novembre 1809 à Malaga, en Espagne, est un général de brigade et député français. D'abord simple soldat sous Louis XV, il devient officier à la fin de l'Ancien Régime, puis se distingue pendant les guerres de la période révolutionnaire. 
Sous le Consulat, il s'illustre encore et mérite un sabre d'honneur, est élu député et nommé général. Sous l'Empire, il prend part à la campagne d'Espagne où il meurt prisonnier des Espagnols.

## Biographie
Jacques Lefranc est le fils de Jean Lefranc et de Catherine Lapeyre. Il choisit la carrière des armes, et débute le 26 février 1769 comme simple soldat au régiment de Béarn-infanterie, et termine son engagement en novembre 1775. Il se réengage le 13 mai 1776, au régiment de Dauphiné et devient grenadier en juin suivant, caporal en mai 1777. En mai 1780, il est nommé sergent, et prend part en 1782 à la lutte contre Genève. Adjudant en mai 1784, il est porte-drapeau à partir de juillet 1786. Devenu sous-lieutenant de grenadiers en juillet 1787, il a donc déjà une carrière militaire bien remplie au moment de la Révolution,,. 

### Les guerres de la Révolution
Sous la Révolution, il passe dans la garde nationale avec le grade de lieutenant. Il devient lieutenant-colonel, commandant le 3e bataillon de volontaires des Landes le 15 janvier 1793. Le 30 vendémiaire an II, il prend le commandement de la 40e demi-brigade de première formation, et part à l'armée des Pyrénées orientales. Il s'illustre à Ittariette, à Berdaritz le 1er juin et du 24 au 29 juillet 1794 au combat dans la vallée de Bastan en s'emparant de cette vallée,. En cette année 1794, il refuse le grade de général de brigade qui lui a été donné le 14 avril par le conseil provisoire exécutif général de division,. 
Il passe à l'armée de l'Ouest en l'an IV (1796), et participe à l'expédition d'Irlande. Il est nommé ensuite à l'armée des côtes de l'Océan.

### Consulat et Empire
En l'an VIII, Jacques Lefranc est nommé à l'armée du Rhin commandée par le général Moreau ; il est dans la division du général Richepanse. Il participe au combat d'Erbach, à la bataille de Hohenlinden où il s'illustre particulièrement, et à la bataille de Lambach. Il reçoit un sabre d'honneur du Premier Consul pour sa brillante conduite à Hohenlinden,. Lefranc est élu député des Landes au Corps législatif. Il a été élu par le Sénat le 6 germinal an X (1802), mais les sources qui en font état ne mentionnent aucune activité parlementaire de sa part.
Il est nommé général de brigade le 3 germinal an XI (24 mars 1803) et est il est fait commandeur de la Légion d'honneur. Il appartient ensuite à l'armée du Nord en l'an XII et prend part à la campagne de Prusse de 1806, au sein du 2e corps de réserve ; il est blessé à la bataille de Golymin le 26 décembre 1806. Il rentre alors en France et y est en convalescence jusqu'au traité de Tilsit en juillet 1807,.
Jacques Lefranc est nommé le 6 novembre 1807 au corps d'observation des côtes de l'Océan, et participe avec ce corps à la campagne d'Espagne ; il s'empare de l'arsenal de Madrid ; il passe sous les ordres du général Dupont qui capitule à Bailén. Emprisonné à Malaga, Jacques Lefranc meurt de la fièvre pestilentielle le 5 novembre 1809,.

## Distinctions
- Sabre d'honneur, le 6 mars 1801 (il sert alors au 27e régiment d'infanterie).
- Commandeur de la Légion d'honneur, le 14 juin 1804 (25 prairial an XII).